# نانسي تايلور روزنبرغ
نانسي تايلور روزنبرغ (بالإنجليزية: Nancy Taylor Rosenberg)‏ هي كاتبة جريمة أمريكية، ولدت في 9 يونيو 1946 في دالاس في الولايات المتحدة، وتوفيت في 3 أكتوبر 2017 في لاس فيغاس في الولايات المتحدة.